# Amerikai gótika (fénykép)

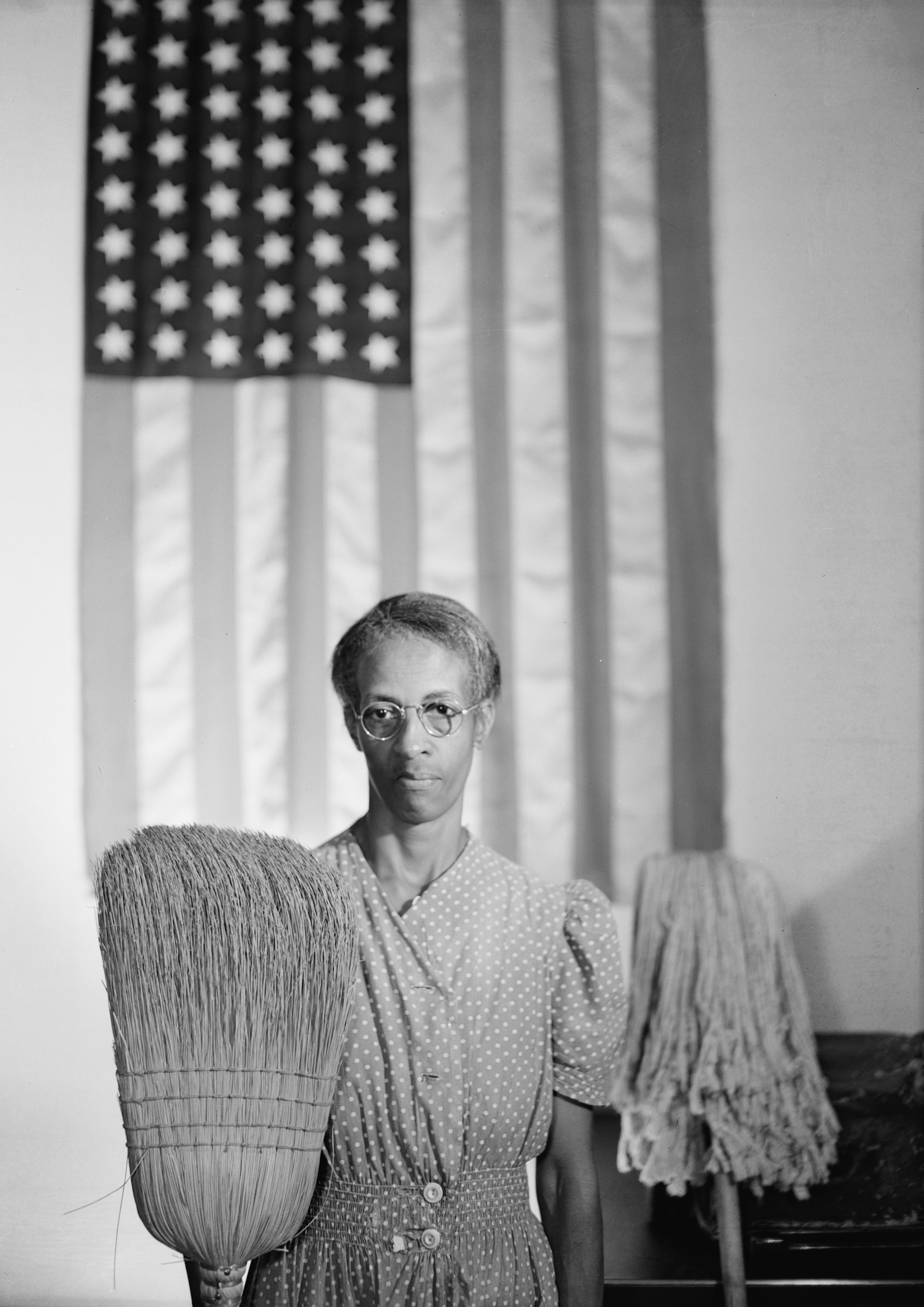
Gordon Parks: Amerikai gótika, Washington D. C. (zselatinos ezüst, 1942), Kongresszusi Könyvtár

Az Amerikai gótika, Washington D. C. (American Gothic, Washington D. C.) Gordon Parks ikonikus felvétele, melyet 1942-ben Washingtonban készített a Mezőgazdaság-védelmi Hivatal egyik takarítójáról.

## Története
Parks egy afroamerikaiaknak szóló ösztöndíjprogram keretében került a Mezőgazdaság-védelmi Hivatalhoz (Farm Security Administration, FSA) 1942-ben. Az első napján Roy Stryker, az intézmény vezetője arra kérte, hogy tegye le a fényképezőgépét és menjen, ismerkedjen meg a várossal: vásároljon, ebédeljen meg, majd pedig üljön be egy moziba. Parks visszatérve beszámolt tapasztalatairól Strykernek: dühös volt, mert több helyen nem szolgálták ki és zaklatták is. Stryker értette Parks dühét, de úgy vélte, hogy Parks még kevés élettapasztalattal rendelkezik és fogalma sincs arról, hogy másoknak milyen nehéz élete van.

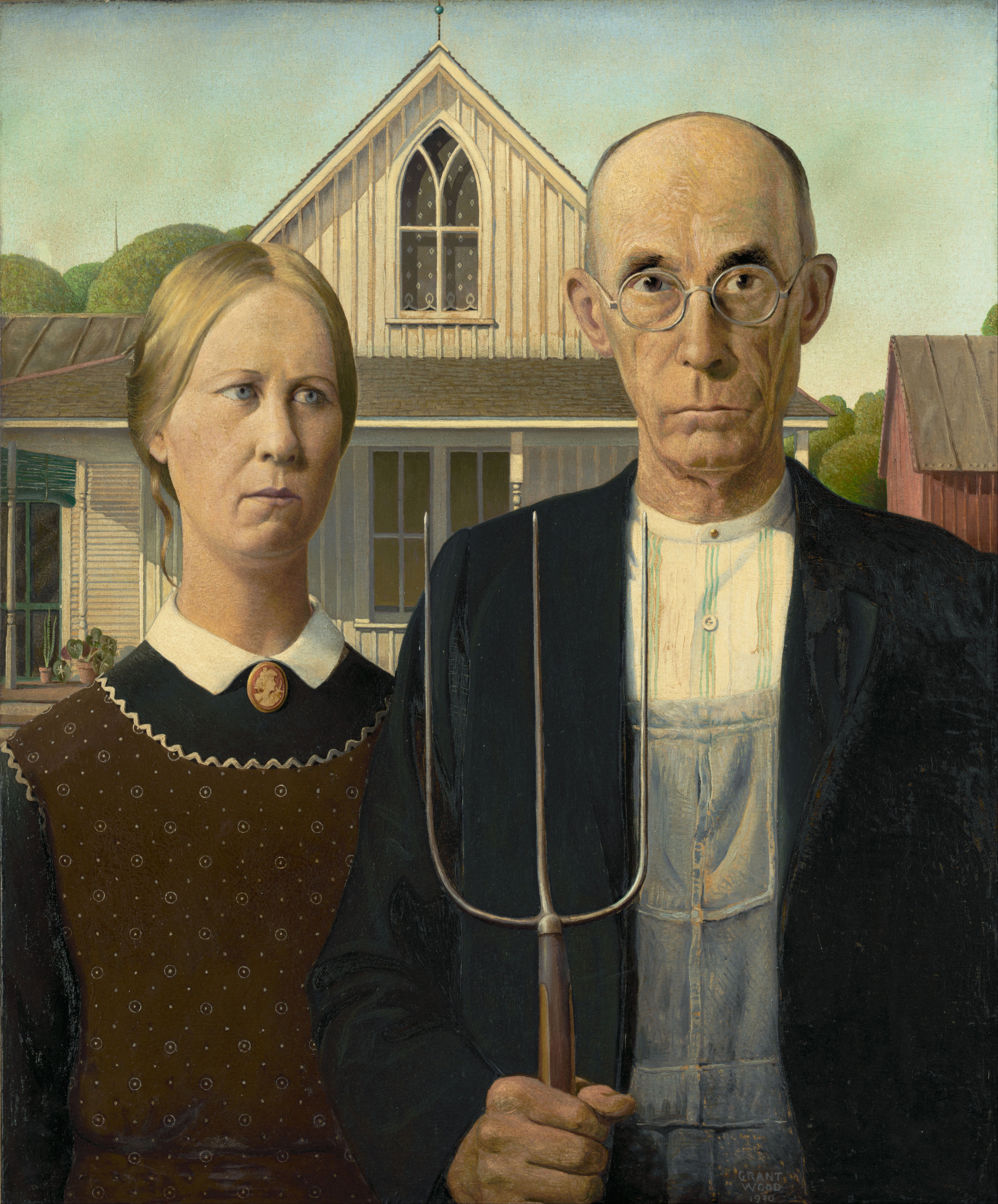
Grant Wood: Amerikai gótika (olaj, farostlemez, 1930)

Stryker javasolta Parksnak, hogy ismerkedjen meg Ella Watsonnal, a hivatal egyik takarítójával, akinek megpróbáltatásokkal és szenvedéssel teli élete volt. Szóba elegyedtek, a hölgy pedig mesélt az életéről. Szülei korán meghaltak, a középiskolát követően férjhez ment és teherbe esett. A férjét két nappal kislánya megszületése előtt lőtték le. Lánya, aki fiatalon két törvénytelen gyermeknek adott életet, a második gyermek megszületése után nem sokkal halt meg. Az első gyermek súlyosan beteg volt. Watson unokái mellett még egy lányt is örökbefogadott. Összesen öt gyermeket nevelt mindössze évi 1 000 dolláros fizetéséből, akikre míg ő dolgozott a szomszédok vigyáztak.

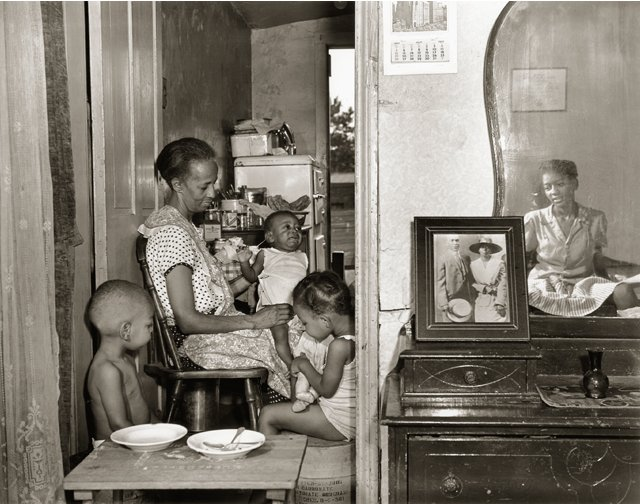
Ella Watson családjával

Parks megkérdezte az asszonyt, hogy lefényképezheti-e. Watson beleegyezett. Parks több felvételt készített a hivatal épületében, ezek közül a legismertebb az kép, melyen Watsont az egyik irodában az amerikai zászló előtt áll. A képet Parks gondosan beállította és megtervezte, a kedvezőtlen fények miatt három vakut használt a megvilágításhoz. „Az első fényképem [Watsonról] durva volt. Túlzásba vittem és Grant Wood stílusában az amerikai zászló előtt fotóztam le, egyik kezében seprűvel a másikban pedig felmosóronggyal.” A fénykép Grant Wood Amerikai gótika (1930) című festményének egyfajta paródiája. A két alkotás közötti hasonlóság szembetűnő. „Ez volt az első profi felvételem.” – emlékezett vissza Parks. A képpel a városban tapasztalt hátrányos megkülönböztetésre és rasszizmusra kívánt reagálni: „A fehérek éttermébe csak a hátsó ajtón mehettem be, a fehérek színházába nem engedtek be, és a helyzet napról napra csak romlott.” Parks pár nappal később megmutatta a fotót Strykernek, akinek tetszett Parks ötlete, de veszélyesnek tartotta. „Jó úton jársz, de így ki fogsz nyíratni minket.” – mondta Stryker a képről. 
Stryker javaslatára Parks egy teljes fotósorozatot készített Watsonról: egy hónapon keresztül dokumentálta az asszony életét. Ellátogatott vele a templomba a szertartásokra, a boltba, ahol Watson bevásárolt és az otthonába is, ahol a gyermekeiről is készített felvételeket.